# Oger Lusink
Oger Lusink (Amsterdam, 1 oktober 1947) is de eigenaar en naamgever van OGÉR, een keten van herenmodezaken in Nederland en België.
Na de middelbare detailhandelschool begon Lusink in 1965 als leerling-verkoper bij de Society Shop. Hier werd hij in 1978 commercieel directeur. In 1986 stapte hij over naar Laura Ashley, waar hij directeur voor het Europese vasteland werd. In 1989 opende hij in Amsterdam een eigen modezaak onder de naam OGÉR.
In 1996 kreeg Lusink de Max Heymans-ring voor zijn verdiensten voor de mode in Nederland.
Hij werd in 2014 benoemd tot erelid van het Italiaanse Altagamma lifestyle netwerk.
Van 1999 tot 2006 was de ondernemer getrouwd met styliste Coco de Meyere.